# Vodní mlýn (Vranov nad Dyjí)
Vodní mlýn ve Vranově nad Dyjí, jinak také nazývaný Panský, Obecní či Grundův mlýn (německy Marktmühle, Grundmühle), se nachází nedaleko náměstí po levé straně příjezdové silnice I/38 směrem od Znojma. Komplex mlýna sestávající z hospodářského stavení, ohradní zdi s bránou a obytného barokního stavení čp. 57 (bez novodobého přístavku) je zapsán od roku 1988 na seznamu státních nemovitých památek. Samotné obytné stavení bylo vyhlášeno kulturní památkou již v roce 1958. Původní mlýnská technologie se nedochovala. Areál mlýna tvoří jednopatrové pod jednou střechou zděné obytné budovy a mlýnice z období vrcholného baroka s aliančním erbem hrabat Althannů a knížat Pignatelli. Ve dvoře zdobí obytnou část barevná freska sv. Floriana. Vedle objektu byla zbudována malá vodní elektrárna Vranov 3.

## Identifikační údaje
| Identifikační údaje       |                                             |
| ------------------------- | ------------------------------------------- |
| Název mlýna               | Panský, Obecní, Grundův mlýn                |
| Čp.                       | 57                                          |
| Ulice                     | Mlýnská                                     |
| Lokalita (vesnice, město) | Vranov nad Dyjí                             |
| PSČ                       | 671 03                                      |
| Okres                     | Znojmo                                      |
| Katastrální území         | Vranov nad Dyjí                             |
| GPS                       | 48°53'40.622 15°48'51.110                   |
| Stručný popis             | barokní mlýn s turbínou k výrobě elektřiny. |
| Poloha vůči obci          | centrum města u náměstí                     |
| Vodní tok                 | Dyje                                        |
| Číslo kulturní památky    | 39807/7-6917                                |
| Přístupnost               | nepřístupný                                 |

## Nejstarší historie

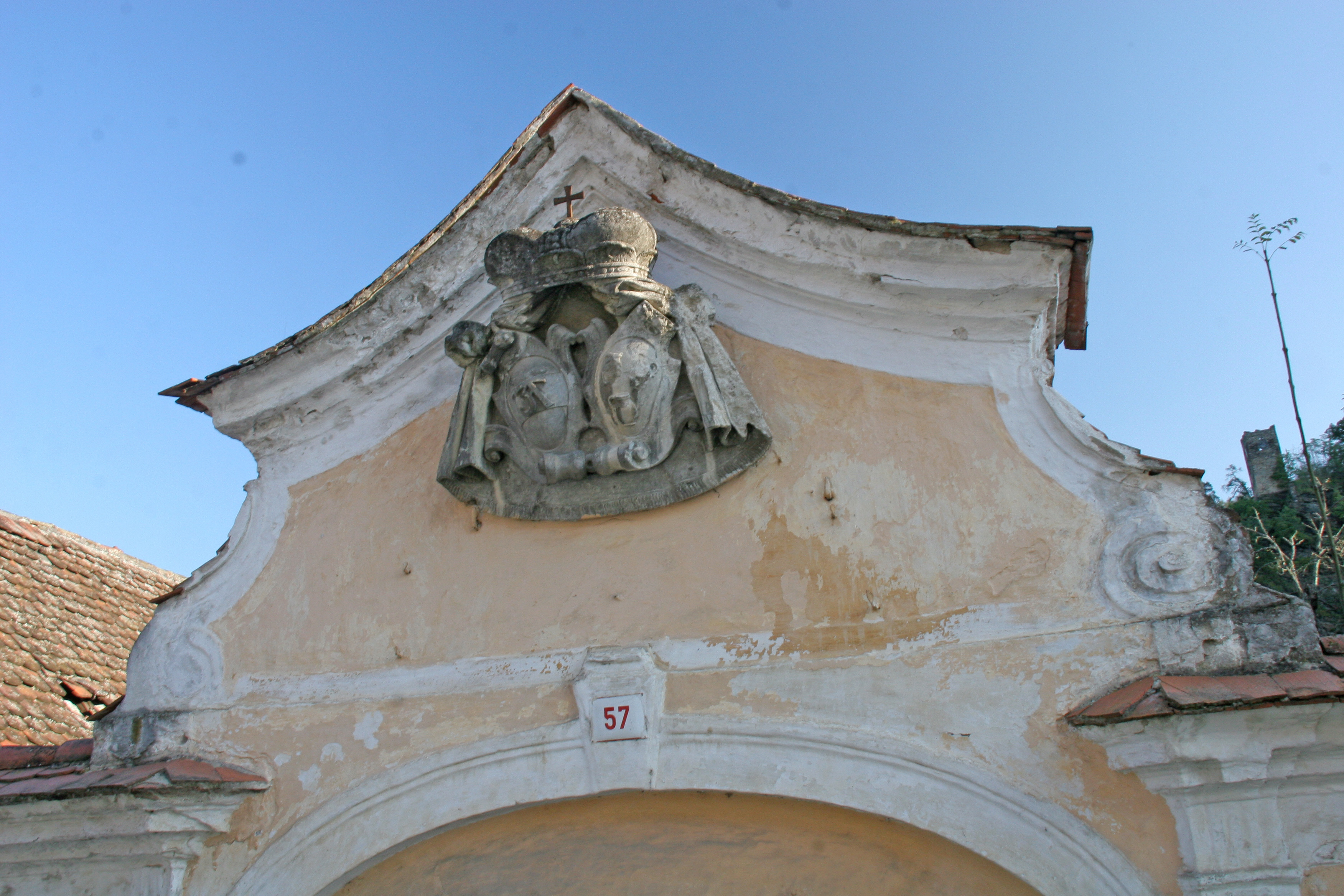
Barokní trojprůčelí s dvojerbem rodu Pignatelli a Althannů.

První písemná zmínka o mlýnech, pivovaře a sladovně na vranovském panství se objevuje již v roce 1552. Michal Heřman, říšský hrabě z Althannu, svobodný pán z Goldburgu a Murstettenu, tajný rada, c. k. skutečný komoří zdědil po otci jako nejstarší syn vranovsko-jaroslavické panství. Mimo zvelebování rezidencí se také věnoval rozšiřování vrchnostenského hospodaření. Na pozemcích "Mittergarten" nechal Michal Heřman v roce 1703 postavit vodní mlýn s náhonem a soukenickou dílnu (později pila). Stavbě musely ustoupit městské hradby včetně brány k řece Dyji. V roce 1722 získal Vranov a Nový Hrádek Michal Jan IV. z Althannu a správu majetku za nezletilého syna vykonávala matka Marie Anna rozená Pignatelli. Cech mlynářů a pekařů založený na panství v roce 1727 svědčí o rozvinutém a prosperujícím řemesle. Rozsáhlou stavební úpravu mlýna matky Marie Anny v roce 1745 připomíná trojprůčelí s erby rodu Pignatelli a Althannů.
Michal Josef Althann převzal po strýci už takto zadlužené panství. Jeho desetileté pokračování ve stavební činnosti a náruživý život ho nakonec přivedly do dluhů. V roce 1757 postihl Vranov velký požár, který pustošil i část Předních Hamrů s mlýnem. Jedním z pokusů Michala Josefa o finanční únik před věřiteli bylo dědičné propachtování panských mlýnů, zájezdních hostinců, kováren, ovčíren, větších pozemků z panské půdy i celých hospodářství. V roce 1782 prodal tzv. Obecní mlýn / Marktmühle do dědičného nájmu za 1300 zlatých a 344 zlatých roční činže Michalu Gottfriedovi. Celé 19. století pak hospodářský život Vranova ovlivňuje polská aristokratická rodina Mniszků a od roku 1876 Stadnických, ale také přelomový rok 1850, po kterém se z Vranova stává administrativní okresní centrum. Promyšlenou přestavbu města starosty Ernesta Czelotha dokládají stavební úpravy prostranství před mlýnem (1884-1889), kdy byla také původní dřevěná lávka přes Dyji do Benátek v roce 1898 nahrazena dřevěným "Císařským jubilejním mostem" a zvýšena zídka proti povodním. V roce 1895 majitel mlýna Andreas Hauswirth zestárl a mlýn s pilou, dvěma zahradami, stájemi a obytným stavením nabídl ze zdravotních důvodů k prodeji (Kunst- & Walzenmühle nebo Marktmühle).

## Elektrárenství

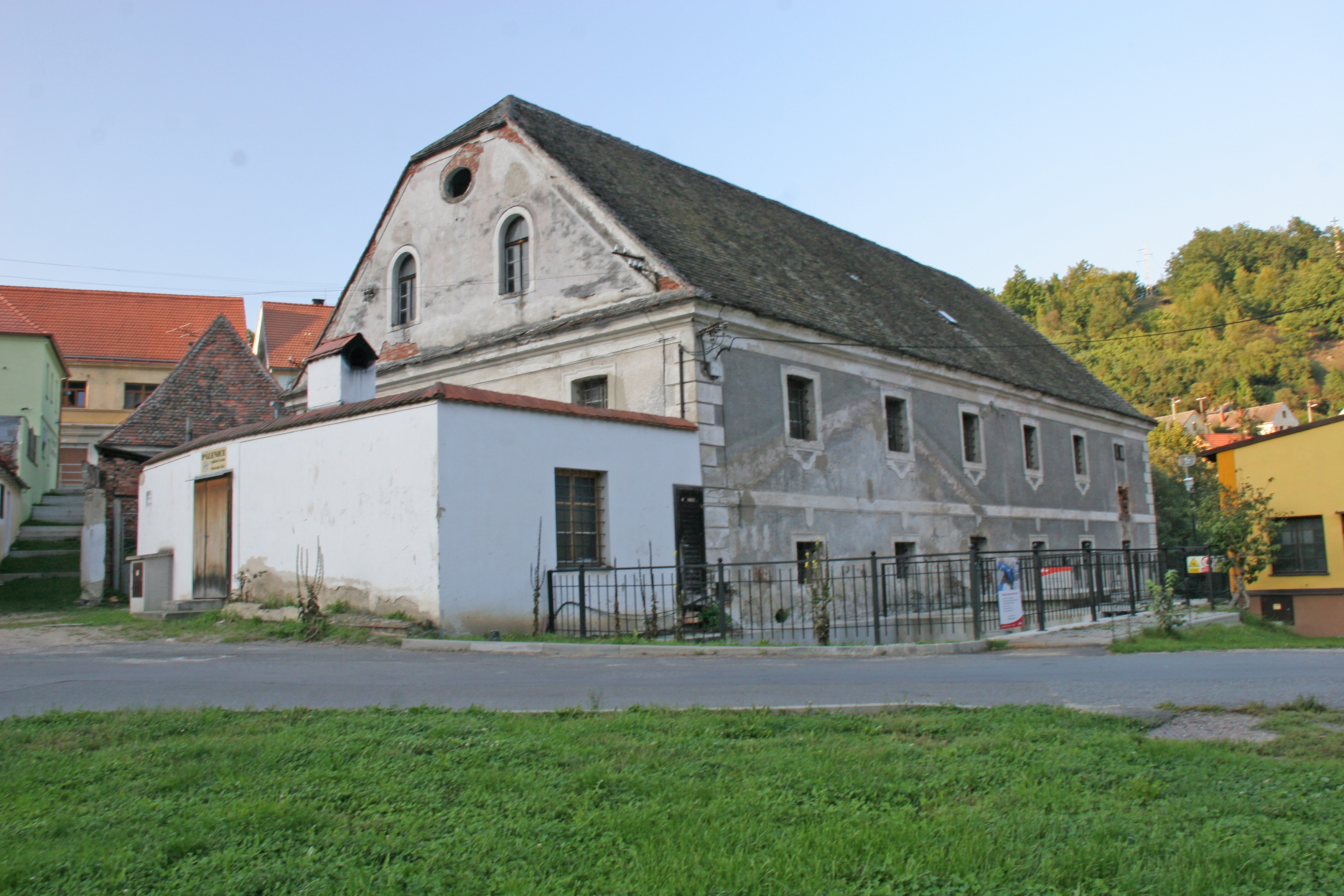
Pohled na mlýn od Dyje, stav 2014

Na přelomu 19. a 20. století se elektrárenství rozvíjelo ve znamení továrních a místních městských elektráren. Generátory poháněly ze začátku parní stroje nebo výbušné motory a elektřina se využívala pro osvětlení. Vranov, který se zatím stal vyhledávaným letoviskem, nezůstával pozadu. Plány na elektrifikaci města uvedl do chodu v roce 1900 starosta města Ernest Czeloth. Městečko odkoupilo od Ferdinanda Kochola mlýn na náměstí (Marktmühle) a vídeňské firmě „Siemens & Halske” svěřilo výstavbu místní elektrárny a elektrifikaci Vranova.
S revolučním plánem přišel syn vranovského stavitele Schmidta, student architektury na technice ve Švýcarsku. O prázdninách v roce 1903 předložil se skupinou spolužáků návrh na výstavbu přehrady na Dyji. Tato cesta pravděpodobně upoutala a nadchla nejen městské představenstvo, jelikož po požáru mlýna v roce 1905 jej sice město nechalo opravit, ale až do roku 1924 mlýn už jen Adolfu Wolfovi pronajímala a do budoucnosti výrobu elektrické energie spojovala s budováním přehrady.
Jihomoravské obce založily roku 1908 „Podyjské závody pro nádrže a elektrárny” (Thayawerke) na využití vodní energie a v roce 1912 projekt Ing. Ferdinanda Schmidta (1878-1941) projednaly. V té době na tak odvážné dílo nebyly jednak v Rakousko-Uhersku peníze, ale další vývoj upozadila i Velká válka. Po vzniku Československé republiky se po dohodě s Podyjskými závody stal investorem přehrady stát a Země Moravskoslezská (na kterou přešla koncese) za přispění akciové společnosti Západomoravské elektrárny (ZME). ZME v roce 1924 komplex mlýna koupily, ale v letech 1924 - 1928 areál Obecního mlýna (Marktmühle) s místní elektrárnou pronajímaly panu I. Jelenovi, majiteli Pointnerova mlýna (Pointnermühle)., jehož pozemky byly v roce 1927 již pro plánovanou stavbu přehrady vykoupeny a podnikatel Jelen utržený obnos investoval do cestovního ruchu (nové vily roku 1927) a autodopravy (Garage Jelen roku 1929). Třetí vranovský mlýn (Prostřední / Mittermühle) na Dyji odkoupil stavbyvedoucí přehradní hráze Nawratil, který taktéž upustil od mlynářství a vsadil na turismus (Villa Nawratil, potom dětský domov).

## Grundův mlýn
Odbočka Národní jednoty pro jihozápadní Moravu fungující ve Vranově od roku 1919 zajisté uvolnění mlýna po Innozenzovi Jelenovi zaznamenala. Vhodného českého kupce pro německý majetek na "hraničním území" našla v mlynáři Aloisi Grundovi a jeho ženě Cecilii. Nejprve měl mlýn od ZME v pronájmu a v roce 1930 mlynářskou usedlost zakoupil. Těžko dnes říci, do jaké míry byl Alois Grund o plánech přehrady informován, ale po odkoupení mlýna usiloval také o tzv. vodní právo, které odběr vody regulovalo. Po položení základního kamene ke stavbě přehrady, kterého se v roce 1929 účastnil prezident T. G. Masaryk a Alois Grund jako člen organizačního výboru, ale vodní právo novopečený vranovský mlynář neobdržel. Další těžkosti přinesla zima v roce 1931. Ledové kry valící se mlýnským náhonem poničily lopaty mlýnského kola. Zápis v kronice uvádí, že sekerník z obce Podmyče si na opravu netroufl a mlýnské kolo zůstalo nefunkční. Nakonec přešel na el. pohon. Mlynář Alois Grund a jeho žena Cecílie vychovali na mlýně dva syny Jaromíra, Jiřího a dceru Alenu.
„...Významně podporoval kulturní život v městečku, byl členem zdejšího Okrašlovacího spolku a stal se i kmotrem nové stříkačky místního hasičského sboru...byl ale velký vlastenec. Co bylo české, masarykovské a sokolské, to bylo téměř posvátné. Ve mlýně se scházela inteligence. Jezdili k nám divadelníci, herci, umělci, fotografové a každý vždy dostal pohoštění.”
Vnučka mlynáře Alena Horná
Dopoledne 9. října 1938 započalo salcbursko-tyrolským 156. plukem horských myslivců plukovníka Hucha obsazování Vranova. Alois Grund s rodinou patřil mezi pár českých rodin, které před příchodem wehrmachtu městečko neopustily. Vzhledem k tomu, že se Alois Grund jako československý občan na odstoupeném území usadil až po roce 1909, nevztahovalo se na něj automatické získání říšského občanství. Za války byli na mlýně ubytováni nuceně nasazení dělníci a krátce zde fungoval ke konci války lazaret wehrmachtu. Dne 30. října 1948 převzal mlýn syn Jaromír se ženou Marií. Otec Alois a matka Cecilie získali do národní správy ještě dům po odsunutém německém obyvatelstvu v Junáckém údolí (Kainzengraben), kam se také přestěhovali a do mlýna docházeli pomáhat. Provoz mlýna fungoval až do roku 1953, kdy proběhlo znárodnění a v říjnu 1959 po jednání o rozsahu znárodnění se musela rodina vystěhovat. Státní statek Lesná zde skladoval a míchal krmivo. Za komunistického režimu probíhalo od roku 1960 zavážení náhonu, následovala devastace areálu a rozkradení technického vybavení.
Po restitucích získal syn Jaromír Grund mlýn zpátky a v roce 1996 začal podnikat jako samostatně hospodařící rolník. Živnost ukončil v roce 2001. Po jeho smrti na mlýně dožila i jeho manželka Marie Grundová. Mlýn zdědil nejmladší ze tří synů Ing. Petr Grund. Ten v květnu 2017 mlýn odprodal manželům Vladimírovi a Olze Rössovým, bydlištěm na č. p. 186 v Citonicích, kteří areál koupili jako společné jmění manželů. Podle starosty Vranova Lubomíra Vedry pojali noví majitelé záměr mlýn zrekonstruovat a využít jako rekreační objekt.
Dne 2. června 2017 v ranních hodinách zachvátil mlýnský objekt požár. Hasičům se podařilo před požárem uchránit vedle stojící elektrárnu, vzniklá škoda však byla odhadnuta zhruba na jeden a půl milionu korun.

## Malá vodní elektrárna
Společnost E.ON Trend s.r.o. (ETRE) postavila na náhonu z řeky Dyje k bývalému Panskému mlýnu u jezu Formóza malou vodní elektrárnu Vranov 3. Projekt probíhal ve třech fázích. Nejprve došlo k revitalizaci mlýnského náhonu, odpadního kanálu a nakonec byl rekonstruován obtok jezu Formóza. Společnost ETRE dobudovala malou vodní elektrárnu s dvěma turbínami Semi-Kaplan. Malá vodní elektrárna Vranov 3 leží v těsné blízkosti mlýna a je přístupná veřejnosti. Malá vodní elektrárna Vranov 2 je situována vedle strojovny vodní elektrárny Vranov na řece Dyji.